# Бошняковское сельское поселение
Бошняковское сельское поселение — упразднённое муниципальное образование в бывшем Углегорском муниципальном районе Сахалинской области. 
Находилось в границах административно-территориальной единицы Сахалинской области — Бошняковский сельский округ Углегорского района.
Административный центр — село Бошняково.

## История
Статус и границы сельского поселения были установлены установлены Законом Сахалинской области от 21 июля 2004 года № 524.
Законом Сахалинской области от 26 декабря 2016 года № 120-ЗО, Бошняковское сельское поселение и другие поселения бывшего муниципального района были упразднены и объединены в Углегорский городской округ.

## Население
| 2010 | 2012 | 2013 | 2014 | 2015 | 2016 | 2017 |
| ---- | ---- | ---- | ---- | ---- | ---- | ---- |
| 1122 | ↘904 | ↘815 | ↘774 | ↘727 | ↘697 | ↘664 |

## Состав
В состав сельского округа входят (в состав сельского поселения входили)  2 населённых пункта:
| № | Населённый пункт | Тип населённого пункта | Население |
| - | ---------------- | ---------------------- | --------- |
| 1 | Белые Ключи      | село                   | →0        |
| 2 | Бошняково        | село                   | ↘777      |